# Великанов, Дмитрий Петрович
Дмитрий Петрович Великанов (12 [25] октября 1908, Одесса, Российская империя — 23 января 1986, Москва) — советский учёный в области автомобильной техники и транспорта; доктор технических наук (1954), профессор (1958), член-корреспондент АН СССР (1968), заслуженный деятель науки и техники РСФСР (1968).

## Биография
Родился 12 октября (25 по новому стилю) 1908 года в Одессе в семье служащего.
В 1920-х годах работал помощником шофёра (автомехаником) в предприятии «Крымкурсо» в Крыму, затем — водителем грузовых автомобилей в Армении.
В 1931 году Великанов окончил Ленинградский политехнический институт, пройдя дипломную практику на 1-м Государственном автомобильном заводе в Москве. С 1932 года работал в Центральном институте автомобильного транспорта (с 1939 года — Центральный НИИ автомобильного транспорта; с 1953 года — Всесоюзный НИИ автомобильного транспорта; ныне — ОАО «Научно-исследовательский институт автомобильного транспорта (НИИАТ)»), в 1941—1946 годах возглавлял этот институт. Был членом ВКП(б) с 1945 года.
В 1949—1956 годах Дмитрий Великанов — сотрудник автомобильной лаборатории Института машиноведения АН СССР. С 1956 года и до конца жизни — заведующий сектором Института комплексных транспортных проблем Академии наук СССР (с 1960 года — при Совете Министров СССР; с 1962 года — при Госплане СССР).
Д. П. Великанов был автором ряда работ, среди которых широкую известность получили книги:
- «Эксплуатационные качества автомобилей» (1962 год),
- «Эффективность автомобиля» (1969 год),
- «Проблемы автомобилизации» (1976 год).

Жил в Москве в Грибоедовском переулке, 4 и, с 1960 по 1986 годы на улице Дмитрия Ульянова, 4, корп. 2. Умер в 1986 году в Москве. Похоронен на Кунцевском кладбище (10 уч.).